# Anthony Coucheron
Anthony Coucheron of Anton Coucheron (Nederland, omstreeks 1650 - Akershus, 14 maart 1689) was een militair en ingenieur van Nederlandse afkomst die in dienst was van het Deens-Noorse leger.

## Levensloop
Hij werd omstreeks 1650 geboren, waarschijnlijk in Nederland, als zoon van de Nederlander Willem Coucheron, die tevens militair en ingenieur was in het leger van het koninkrijk Denemarken-Noorwegen. In juni 1657 kwam hij met zijn vader naar Noorwegen. In 1665 werd hij assistent van zijn vader in het fort van Fredrikstad. Vanaf 1673 kreeg hij als militair ingenieur/officier opdrachten op verschillende plekken in Noorwegen en Denemarken.
Van 1684 tot 1689 werkte hij in de Ertholmene-archipel ten oosten van Bornholm. De Deense koning Christiaan IV maakte zich zorgen over de bouw van een oorlogshaven in Karlskrona door de Zweedse koning en liet daarom op een onherbergzaam rotseilandje in de Oostzee een zeevesting bouwen. Coucheron kreeg, samen met zijn vader, de leiding van het bouwen van dit fort, dat de naam Christiansø kreeg, en werd vervolgens benoemd tot commandant van deze vesting.
In begin 1689 werd hij commandant van de vesting Akershus bij Oslo, maar hij overleed datzelfde jaar.